# Сорочьи Кусты
Сорочьи Кусты — деревня в Свердловском районе Орловской области России. Входит в состав Котовского сельского поселения.

## География
Уличная сеть представлена одним объектом: Вишнёвая улица. 
Географическое положение: в 6 километрах от районного центра — посёлка городского типа Змиёвка, в 44 километрах от областного центра — города Орла и в 358 километрах от столицы — Москвы.

## Население
| 2010 |
| ---- |
| 14   |